# Гебре Мескель (цар Аксуму)

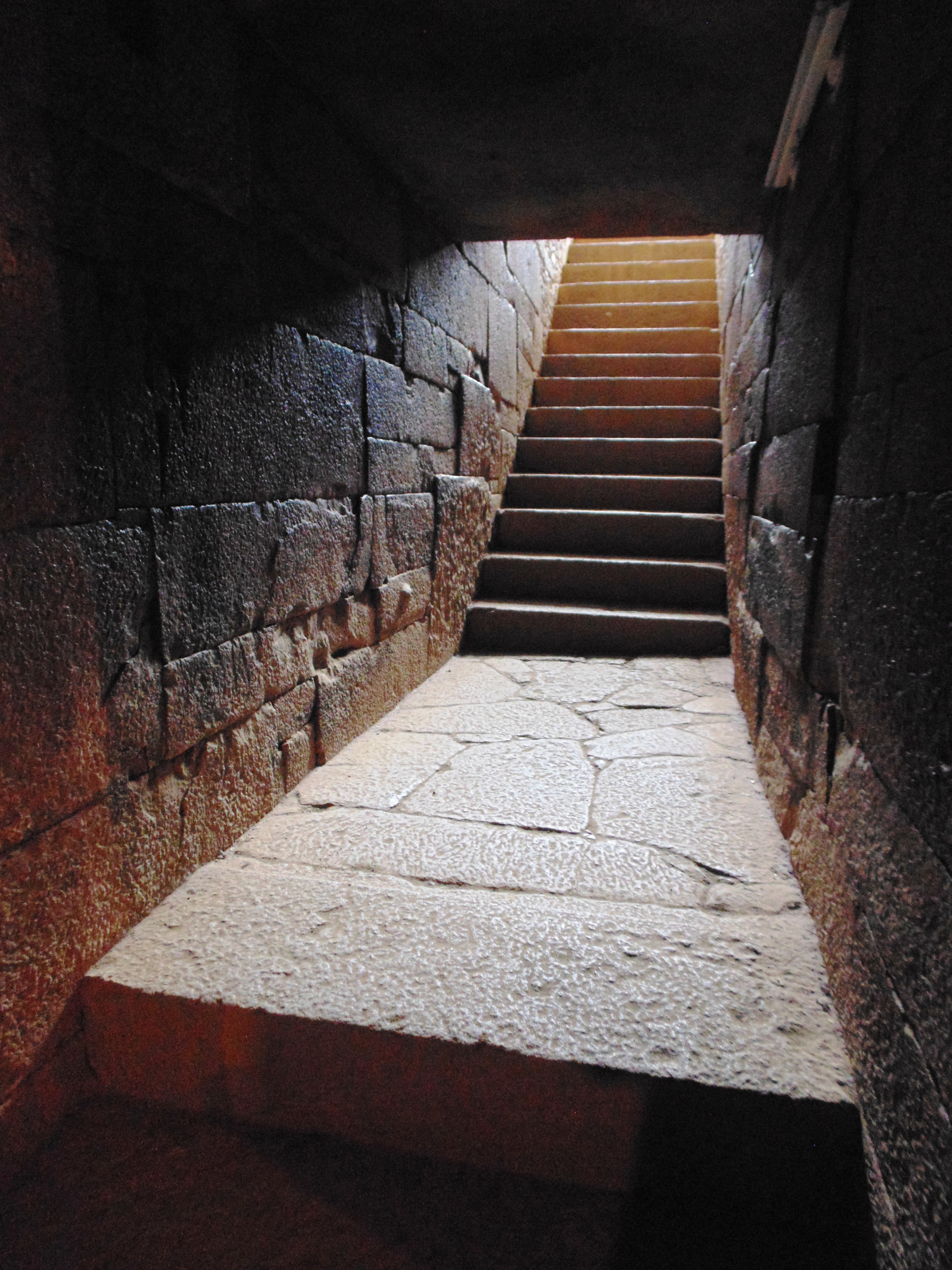
Сходи скарбниці Гебре Мескеля, яку ще називають його гробницею (насправді поховання царя знаходиться в іншому місці)

Гебре Мескель (амх. ገብረ መስቀል, також Асфех, можливе тронне ім'я — Елла-Узена) — цар Аксуму середини VI сторіччя, син Калеба. Відомий як Ела-Аміда II. Панував з 540 до 550 року.

## Життєпис
525 або 531 року оголошений спадкоємцем і співцарем. 540 року батько зрікся влади на його користь. За часів Гебре Мескеля Аксумська держава почала занепадати, хоча володар Ємену все ще визнавав себе аксумським васалом.
Ефіопські легенди стверджують, що саме Гебре Мескель встановив традиційний ритуал царської коронації і називають цього володаря засновником багатьох церков.
В деяких джерелах Гебре Мескеля іменують також Костянтином. Проте за іншими — Костянтином звали його сина.
Після смерті Гебре Мескеля владу успадкував його брат Арфед.